# Donato Oliverio
Donato Oliverio (* 5. března 1956 Cosenza) je italský duchovní italsko-albánské katolické církve a biskup Lungra.

## Život
Narodil se 5. března 1956 v Cosenze. Jeho rodina patří k etniku Arberešů.
Po střední škole vstoupil do eparchiálního semináře svatého Bazila v rodném městě. Následně přešel do semináře v Grottaferratě a nakonec na Papežskou řeckou kolej svatého Atanáze v Římě. Teologické vzdělávání získal na Papežské univerzitě svatého Tomáše Akvinského. Je absolventem Papežského východního institutu, kde získal licenciát z východních náboženských věd. Dne 17. října 1982 byl biskupem Giovanni Stamatim vysvěcen na kněze a inkardinován do eparchie Lungro. Stal se farářem farnosti svatého Josefa v San Benedetto Ullano.
Roku 1983 byl ustanoven ředitelem eparchiálního úřadu pro katechezi. V letech 1988–2003 zastával funkci sekretáře Institutu náboženských věd v Lungru. Byl generálním sekretářem rady eparchie a eparchiálního synodu. Roku 1998 byl jmenován ekonomem eparchie. V letech 2002–2003 se stal moderátorem kurie a pro-protosyncelem, následně nastoupil úřadu protosyncela. Dne 10. srpna 2010 byl jmenován delegátem ad omnia.
Dne 12. května 2012 jej papež Benedikt XVI. jmenoval biskupem Lungra. Biskupské svěcení přijal 1. července z rukou biskupa Ercole Lupinacciho a spolusvětiteli byli arcibiskup Cyril Vasiľ a arcibiskup Salvatore Nunnari.